# Step Up: Taniec zmysłów
Step Up: Taniec zmysłów (ang. Step Up) – film muzyczny w reżyserii Anne Fletcher, produkcji amerykańskiej.

## Opis fabuły
Tyler Gage, główny bohater, wskutek nierozważnego chuligańskiego wybryku zostaje skazany na pracę społeczną w szkole artystycznej. Na początku czuje się w nowej roli nieswojo i obco, lecz to się zmienia, gdy poznaje piękną studentkę Norę, która jest utalentowaną tancerką baletową. Norze potrzebny jest odpowiedni partner na występ dyplomowy, gdyż Andrew (dotychczasowy partner) skręca sobie kostkę. Pewnego dnia w sali gdzie odbywają się próby, załamana dziewczyna siedzi i nie wie co ma począć, gdy Tyler ofiarowuje jej swoją pomoc. Dziewczyna wciąga go w świat muzyki i pomaga mu odkryć w sobie wyjątkowy talent do tańca.

## Obsada
- Channing Tatum jako Tyler Gage
- Jenna Dewan jako Nora Clark
- Drew Sidora jako Lucy Avila
- Rachel Griffiths jako dr Gordon
- Mario Barrett jako Miles Derby
- Heavy D jako Omar
- Josh Henderson jako Brett Dolan
- Tim Lacatena jako Andrew
- Deirdre Lovejoy jako Kathleen Clark
- Jeannie Ortega jako Jenn
- Damaine Radcliff jako Marcus 'Mac' Carter
- De'Shawn Washington jako Skinny Carter
- Jamie Scott jako Colin
- Alyson Stoner jako Camille Gage
- DeLon Howell jako P.J.
- Carlyncia S. Peck jako Mama Skinny'ego i Maca

## Lista utworów
Utwory z płyty Step Up.
| #   | Utwór                               | Artysta                          |
| --- | ----------------------------------- | -------------------------------- |
| 1.  | "Bout It"                           | Yung Joc featuring 3LW           |
| 2.  | "Get Up"                            | Ciara featuring Chamillionaire   |
| 3.  | "(When You Gonna) Give It up to Me" | Sean Paul featuring Keyshia Cole |
| 4.  | "Show Me The Money"                 | Petey Pablo                      |
| 5.  | "80's Joint"                        | Kelis                            |
| 6.  | "Step Up"                           | Samantha Jade                    |
| 7.  | "Say Goodbye"                       | Chris Brown                      |
| 8.  | "Dear Life"                         | Anthony Hamilton                 |
| 9.  | "For The Love"                      | Drew Sidora featuring Mario      |
| 10. | "Ain't Cha"                         | Clipse                           |
| 11. | "I'mma Shine"                       | Youngbloodz                      |
| 12. | "Feelin' Myself"                    | Dolla                            |
| 13. | "Til The Dawn"                      | Drew Sidora                      |
| 14. | "Lovely"                            | Deep Side                        |
| 15. | "U Must Be"                         | Gina Rene                        |
| 16. | "Made"                              | Jamie Scott                      |

## Nagrody i wyróżnienia[1][2]
Teen Choice
- wygrana w kategorii Ulubiona scena taneczna (Channing Tatum i Jenna Dewan, 2007)
- nominacja w kategorii Ulubiony dramat kinowy (2007)
- nominacja w kategorii Ulubiony aktor dramatu (Channing Tatum, 2007)

Nagroda Młodych Artystów
- nominacja (Alyson Stoner, 2007)